# Amàlia Garrigós i Hernández
Amàlia Garrigós i Hernández   (Alcoi, 5 de maig de 1965) és una periodista valenciana coneguda pel seu treball com a presentadora i coordinadora de programes en Ràdio Nou.

## Biografia
És llicenciada en Ciències de la Informació per la Universitat Autònoma de Barcelona. Va treballar a la Cadena SER i a RTVE en els estudis de Sant Cugat del Vallès, i en 1989 va ser una de les periodistes que va formar part de Ràdio Nou des del bell començament. El 1991 va encetar l'etapa de ràdio nocturna amb Passatge a la nit, un programa intimista que plantejava temes monogràfics per tal que els oients participaren de manera activa a través del telèfon. Era una ràdio romàntica i poderosa on els oients expressaven obertament i lliurement les seues reflexions fins ben entrada la matinada. L'espai va estar en antena set temporades (des del 1991 fins al 1998). Paral·lelament, va ser una de les cares més reconogscibles dels primers anys de Canal Nou, com a presentadora a programes de debat com Carta blanca.
Tancada l'etapa de ràdio nocturna, va fer informació política i d'actualitat a l'espai Ara per Ara que presentava durant els matins (del 1998 al 2001). Posteriorment va realitzar l'informatiu i la tertúlia política El vent dels navegants (2001- 2003). Al magazín dels dissabtes i dels diumenges, El jardí de les delícies, va fer una tasca divulgativa amb connexions comarcals, narracions de llegendes, dramatitzacions de relats, informació sobre cine i teatre. El jardí de les delícies tenia una secció anomenada El Musicari, que es va convertir en l'escenari per on van passar més de 350 músics valencians que interpretaven els seus temes en viu i en directe i interaccionaven amb els oients parlant amb ells i promocionant discos i concerts. El jardí de les delícies va estar en antena des de finals del 2003 fins al 2010. Des d'eixa data i fins a 2012 va dirigir el cultural Alta Fidelitat. En 2013 va rebre un Premi Ovidi Montllor pel seu suport a la música en valencià.
Amb el tancament d'RTVV va dirigir El Mural, un programa de ràdio impulsat per Escola Valenciana. El Mural era un programa mensual, d'una hora de durada i va ser emès per una trentena d'emissores d'àmbit local. El programa va rebre un Premi Ràdio Associació en 2015 per la innovació, i el Premi Tirant en 2016.
Amb À Punt Ràdio tornà a treballar als serveis de comunicació públics valencians amb el programa Territori Sonor.
Posteriorment ha dirigit el podcast Sona Cultura, el programa cultural Les Cinc Llunes, emés a À Punt, i el podcast del Centre del Carme, CCCC Podcast.

## Galeria
- Conferència sobre el valencià a la ràdio (2013).
- Entrevista a La Represa (2016).